# Carl von Siemens
Carl von Siemens (Menzendorf, 3 marzo 1829 – Mentone, 21 marzo 1906) è stato un imprenditore tedesco.
È stato fondatore della sezione russa dell'azienda Siemens, fondata dal fratello Werner. Si occupò principalmente di collegamenti transatlantici. A lui si deve infatti la linea sottomarina fra l'Irlanda e New York (1874 - 1875).